# Эфендиев, Исмаил Махмуд оглы
Исмаил Махмуд оглы Эфендиев (азерб. İsmayıl Mahmud oğlu Əfəndiyev; 10 августа 1910 года, Шамахы — 30 мая 1967 года, Баку) — азербайджанский актёр-комик, режиссёр, мастер дубляжа.

## Биография
Родился 10 августа 1910 года в Шамахы. После окончания средней школы, в 1924 году поступил в Бакинский педагогический техникум, который он окончил в 1929 году и остался там в качестве преподавателя. Большой интерес к театральному искусству вызвал отказ от педагогической деятельности и в 1932 году он был принят в труппу Бакинского тюркского рабочего театра. Данный театр был перенесён в Гянджу и он вместе со всеми сотрудниками этого театра переехал в новый город и работал вплоть до 1939 года уже в Кировабаде. На сцене театра он создал много разных незабываемых образов. В 1939 году он был принят на Бакинскую киностудию и проработал там всю оставшуюся жизнь, занимая различные должности. Кинокарьера актёра началась случайно. Режиссёр Аббас Мирза Шарифзаде предложил ему роль в фильме, до этого он знал его, как актёра драматического театра. Являлся близким родственником Расула Рзы, занимавшего в 1940-е годы должность председателя Государственного комитета по кинематографии Азербайджанской ССР, и предложившего ему роль Сулеймана в фильме «Аршин мал алан»,  которая прославила И. Эфендиева. Играл в основном в азербайджанских кинокомедиях — Аршин мал алан, "Не та, так эта", "Бахтияр" и других. Исмаил Эфендиев был известен как второй режиссёр, в том числе фильмов, где снимался и сам. Любителям зарубежных фильмов в Азербайджане актёр был известен как мастер дубляжа, озвучивший 200 зарубежных кинокартин, а также немало работал на внутреннем дубляже из-за того что многие азербайджанские актёры порою не могли озвучивать своих героев. Во время ВОВ он вёл круглосуточные съёмки на передовой и в тылу и являлся ассистентом оператора. 

### Последние годы жизни
Исмаилу Эфендиеву стало внезапно плохо на киностудии Азербайджанфильм 30 мая 1967 года, где он готовился к съёмкам в новом фильме в качестве актёра. На киностудию была вызвана карета скорой помощи, однако он внезапно скончался прямо на носилках во время транспортировки его в больницу. Причиной смерти актёра стал сердечный приступ. У него было много планов на будущее — он был утверждён на роль в новом фильме, мечтал поставить новый фильм и реконструировать киностудию Азербайджанфильм, однако этим планам не суждено было сбыться.

## Фильмография

### В качестве актёра
1. Игра в любовь (1935)
2. Новый горизонт (1940)
3. Сабухи (1940)
4. Сын Родины (короткометражный) (1941)
5. Аршин мал алан (1945) — Сулейман
6. Фатали-хан (1947)
7. Бахтияр, или Любимая песня (1955)
8. Гара дашлар, или Чёрные камни (1956)
9. Не та, так эта (1956)
10. Под знойным небом (1957)
11. Я буду танцевать (1962)
12. Улдуз, или Звезда (1964)
13. Кого мы больше любим (киноальманах) (1964)
14. Человек бросает якорь (1967)

### В качестве режиссёра
1. Аршин мал алан 1945 - второй режиссёр.

## Дубляж

### Внутренний дубляж
1. Звезда — Гулумшаров (Башир Сафароглу)
2. Настоящий друг — Джалил (Семён Соколовский)
3. Под знойным небом — Айдын (Акбар Фарзалиев)